# Scybalium depressum
Scybalium depressum är en tvåhjärtbladig växtart som först beskrevs av Joseph Dalton Hooker, och fick sitt nu gällande namn av August Wilhelm Eichler. Scybalium depressum ingår i släktet Scybalium och familjen Balanophoraceae. Inga underarter finns listade i Catalogue of Life.